# Boarță
Boarța sau boarca, blehniță (Rhodeus amarus) este un pește dulcicol bentopelagic mic cu o lungime de 5–6 cm (maximal 10 cm) din familia ciprinidelor, din apele stătătoare (bălți, iazuri și eleștee) sau lin curgătoare (râuri), cu fund nisipos, din Europa și Asia (în afară de Siberia): fluviile Mării Baltice, Mării Nordului, Mării Negre (inclusiv în România și Republica Moldova), Mării Caspice, Mării Egee, Mării Mediterane (doar în nordul Ronului) și Mării Adriatice (bazinul Drinului). Poate trăi 6 ani. Are corpul scurt, înalt, comprimat lateral, cu spatele și abdomenul curbat și este acoperit cu solzi mari, persistenți. Capul mijlociu. Gura este subinferioară, mică, arcuită și puțin oblică, și este lipsită de mustăți. Botul obtuz. Ochii mari. Linia laterală incompletă, scurtă. Înotătoarea dorsală este așezată aproximativ la mijlocul corpului, puțin în urma inserției înotătoarei ventrale. Înotătoarea anală inserată sub mijlocul înotătoarei dorsalei. Înotătoarea caudală bifurcată cu vârfurile ascuțite. Spatele este brun sau cenușiu-verzui, flancurile și abdomenul albe-argintate, cu o dungă, îngustă, verde-albastră sau negricioasă, ce se întinde longitudinal pe jumătatea posterioară a corpului. Înotătoarea dorsală și caudală cenușiu-închise, restul înotătoarelor sunt roșcate. Dimorfismul sexual este pronunțat  în timpul reproducerii. Femela în epoca reproducerii posedă o papilă genitală foarte alungită, în formă de tub, care poate întrece, ca lungime, extremitatea înotătoarei caudale. Acest tub este elastic, se umple cu ouă și devine roșu sau portocaliu. Se hrănește în principal cu alge filamentoase, diatomee, crustacee mici, viermi, larve de insecte, etc. Depune icrele în aprilie-mai, între valvele moluștelor lamelibranhiate din apele dulci (Unio și Anodonta). Are importanța economică locală. Carnea este amară. Este folosit mai mult în acvarii, în care se poate reproduce și crește.